# Časová pásma na Kiribati

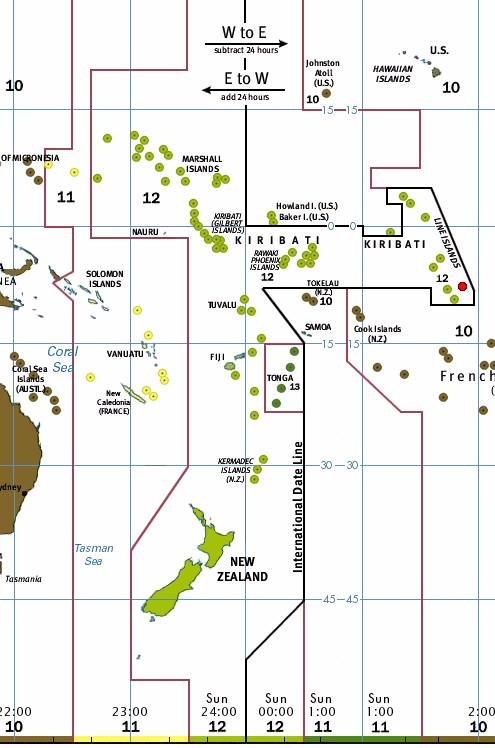
Hranice časových pásem platná od roku 1995; červenou tečkou je označen ostrov Caroline, který je nejvzdálenější pevninou východně od datové čáry

Časová pásma na Kiribati pokrývají od nejvýchodnějšího ostrova (Caroline) k nejzápadnějšímu (Banaba) délkový rozsah 40°15', což odpovídá časovému rozdílu 2,68 hodiny, který je rozdělen do tří standardních časových pásem. Přestože se stát rozkládá jak na východní, tak i západní polokouli, datová hranice platná časová pásma nerozděluje. Sezónní změna času není zavedena.

## Standardizovaný čas
Čas je na Kiribati regulován zákonem z 23. prosince 1994. Ten stanovuje tři časová pásma UTC+12:00, UTC+13:00, UTC+14:00 s platností pro jednotlivá souostroví.
Přehled území a na nich standardizovaných časů je v tabulce níže.
| Území              | Standardní čas | Odkaz |
| ------------------ | -------------- | ----- |
| Gilbertovy ostrovy | UTC+12:00      | [ 3 ] |
| Phoenixské ostrovy | UTC+13:00      | [ 4 ] |
| Liniové ostrovy    | UTC+14:00      | [ 5 ] |

### Hranice
Hranice mezi zónami jsou přirozené, protože jsou odděleny mořem.

## Historie
Do 31. prosince 1994 platila v tomto ostrovním státě časová pásma, která byla rozdělena datovou čárou. To působilo potíže úřední komunikaci, protože v celém státě byly jen čtyři společné pracovní dny v týdnu. Revizí časových pásem se datová čára posunula na východ, a tím se veškerá denní doba ve státě přesunula do stejného dne, který je totožný s většinou států Oceánie.